# Matricule militaire
Un matricule militaire est un identifiant, formé de chiffres éventuellement combinés à des lettres, qui est attribué par l'autorité militaire à tout membre des forces armées. Il permet son identification sans aucun risque de confusion, ce que les noms et prénoms ne permettent pas en raison des homonymies.

## En France
Les matricules militaires incarnent l'entrée du soldat dans l’armée. Ceux-ci sont disponibles sous forme de série continue à partir de 1867 et conservées au sein de la sous-série « 1 R » des Archives départementales, on les dénomme aussi " feuillets nominatifs des conscrits " ou " états signalétiques et des services ". Cependant, il existe des listes départementales du contingent à partir de 1802 et une liste des conscrits pour 1798-1799.